# La Maison d'Aga
Pour plus de détails, voir Fiche technique et Distribution.
La Maison d'Aga (Shpia e Agës) est un film kosovar réalisé par Lendita Zeqiraj, sorti en 2019.

## Synopsis
Un jeune garçon vit dans une maison de femme et se lie d'amitié avec une femme qui lui enseigne le serbe, ce qui lui permettra de rechercher son père disparu.

## Fiche technique
- Titre : La Maison d'Aga
- Titre original : Shpia e Agës
- Réalisation : Lendita Zeqiraj
- Scénario : Lendita Zeqiraj
- Photographie : Sofian El Fani
- Montage : Kreshnik Keka Berisha et Thomas Marchand
- Société de production : n'Art, Sacrebleu Productions, Ska-Ndal, SY13 et Woof Films
- Pays :  Kosovo,  France,  Albanie et  Croatie
- Genre : Comédie dramatique
- Durée : 107 minutes
- Date de sortie : 
  - République tchèque : 28 juin 2019 (festival international du film de Karlovy Vary)

## Distribution
- Arti Lokaj : Aga
- Rozafa Celaj : Emira
- Adriana Matoshi : Lumja
- Basri Lushtaku : Cera
- Melihate Qena : Gjyla
- Laura Buna : la traductrice
- Egla Ceno : la journaliste
- Shengyl Ismaili : Kumrija
- Molike Maxhuni : Vala
- Rebeka Qena : Zdenka

## Distinctions
Le film a été présenté dans de nombreux festivals : le festival international du film de Karlovy Vary 2019, le festival international du film de Göteborg, le festival international du film de Calcutta (où il a remporté le prix spécial du jury), Les Arcs Film Festival ou encore le festival du film de Pula 2020 (où il a remporté le grand prix dans la catégorie coproduction croate minoritaire).